# Damaged Promises
Damaged Promises è un extended play della band tedesca Gothic metal Bloodflowerz. Il disco è stato pubblicato da parte della Silverdust Records nel 2006.

## Tracce
1. Damaged Promises
2. The Last Dance
3. Illusionary Fields
4. Anthem for a Stranger